# Резолюция Совета Безопасности ООН 457
Резолюция Совета Безопасности ООН № 457 — резолюция, принятая всеми пятнадцатью государствами-членами Совета Безопасности ООН 4 декабря 1979 года в связи с захватом посольства США в Тегеране и работавших в нём дипломатических работников в заложники после исламской революции в Иране.

## Основные положения
- ООН призвал правительство Ирана незамедлительно освободить персонал посольства США, задержанный в Тегеране, предоставить ему защиту и позволить ему покинуть Иран;
- ООН призвал правительства Ирана и США принять меры для мирного решения ещё не урегулированных между ними вопросов;
- ООН призвал стороны проявить максимальную сдержанность в существующей обстановке;
- ООН просит Генерального секретаря ООН оказать добрые услуги для немедленного осуществления настоящей резолюции и принять с этой целью все надлежащие меры;
- ООН постановляет, что Совет безопасности будет в дальнейшем активно рассматривать вопрос освобождения заложников.

Также данной резолюцией члены Совбеза ООН напомнили всем государствам-членам ООН о необходимости уважать Венскую конвенцию о дипломатических сношениях и Венскую конвенцию о консульских сношениях, в которых содержится призыв к странам уважать неприкосновенность дипломатического персонала и помещений их дипломатические миссии.

## Голосование
| За (15) | Воздержались (0) | Против (0) |
| --- | ---------------- | ---------- |
| - Великобритания - Китай - СССР - США - Франция - Бангладеш - Боливия - Габон - Замбия - Кувейт - Нигерия - Норвегия - Португалия - Чехословакия - Ямайка |                  |            |

## Последствия
Принятая Советом безопасности ООН резолюция и предпринятые правительством США переговоры не привели к разрешению дипломатического кризиса, заложники освобождены не были. В связи с этим было принято решение о проведении вооружёнными силами США специальной операции по освобождению заложников. Операция «Орлиный коготь», проведённая 24 апреля 1980 года вооружёнными силами США на территории Ирана с целью спасения заложников из посольства США в Тегеране, закончилась полным провалом.
После смерти иранского шаха Мохаммеда Реза Пехлеви 27 июля 1980 года и начала 22 сентября 1980 года ирано-иракской войны иранское правительство инициировало переговоры с США с посредничеством Алжира и Великобритании.
По результатам подписанных 19 января 1981 года Алжирских соглашений заложники были освобождены, а США гарантировало невмешательство во внутренние дела Ирана, разморозку счетов страны и снятие торговых санкций. 20 января 1981 года дипломаты по истечении 444 дней нахождения в заключении были освобождены.